# Hueyapan, Veracruz
Hueyapan är en ort i Mexiko.   Den ligger i kommunen Las Choapas och delstaten Veracruz, i den sydöstra delen av landet, 600 km öster om huvudstaden Mexico City. Hueyapan ligger 134 meter över havet och antalet invånare är 124.
Terrängen runt Hueyapan är kuperad. Runt Hueyapan är det ganska glesbefolkat, med 29 invånare per kvadratkilometer. Närmaste större samhälle är Rafael Murillo Vidal, 7,2 km norr om Hueyapan. Omgivningarna runt Hueyapan är en mosaik av jordbruksmark och naturlig växtlighet.